# 젝섹스
《젝섹스》는 코나미가 제작한 1991년 횡스크롤 진행형 슈팅 게임이다. 아케이드 전용으로 개발됐다. 북미에선 《오리우스》라는 제목으로 출시됐다.
기본적인 게임플레이는 코나미의 《그라디우스》에 기반하나, 동시대의 아이렘 슈팅 게임 《알타입》과 《X멀티플라이》에 영향을 받아 플레이어의 기체에 탈부착이 가능한 보조무기 '플린트'가 등장하는 것이 특징이다. 파워업을 획득해 플린트와 기체와 무기 모두 강화할 수 있다.
2007년 플레이스테이션 포터블로 출시된 합본 《사라만다 포터블》에 수록됐다.

## 반응
일본 잡지 〈게임 머신〉 1991년 11월 15일호에서 《젝섹스》 당시 5번째로 인기많은 아케이드 게임으로 등극했다.

## 참조

### 내용주
1. ↑  영어: Xexex, 일본어: ゼクセクス
2. ↑  영어: Orius